# Campeonato de Futsal Femenino AFA
El Campeonato de Futsal Femenino de AFA es un torneo de fútbol sala organizado por la Asociación del Fútbol Argentino. Está formado por tres divisiones: en la Primera División participan 15 clubes, en la Primera División B 16 y en la Primera División C 16.
Esta liga es considerada la máxima categoría del fútbol sala femenino en Argentina, aunque solo reúne a clubes de la Ciudad de Buenos Aires y su área metropolitana.

## Primera División
Está compuesta por 15 equipos que se enfrentan entre sí a dos vueltas. Los primeros 8 clasificados de la primera rueda participan de la Copa de Oro de Primera División.

### Forma de disputa
Se disputará por el sistema de todos contra todos, a dos ruedas de partidos, por puntos, local y visitante, conforme al programa de partidos sorteado oportunamente. Los clubes ubicados del 1° al 8° puesto de la Tabla Final de Posiciones de la Fase “Regular” obtendrán el derecho a disputar la Fase Playoff por el Título de campeón de la Primera División Femenina, mientras que los equipos ubicados del 9° al 12° puesto de la mencionada tabla clasificarán a la Copa de Plata.
El campeón de la Primera División Femenina, clasificará para disputar la Supercopa de Futsal Femenino y la Copa Libertadores de Futsal Femenino del año siguiente.
Al término de la Fase “Regular” del campeonato descenderán a la Primera División B los dos equipos que obtuvieran la menor cantidad de puntos en la tabla final de posiciones.

### Equipos temporada 2025
| Club               | Barrio / Localidad | Distrito                  |
| ------------------ | ------------------ | ------------------------- |
| All Boys           | Floresta           | Ciudad de Buenos Aires    |
| Boca Juniors       | La Boca            | Ciudad de Buenos Aires    |
| Camioneros         | Nueve de Abril     | Provincia de Buenos Aires |
| Deportivo Morón    | Morón (Argentina)  | Provincia de Buenos Aires |
| Ferro Carril Oeste | Caballito          | Ciudad de Buenos Aires    |
| Gimnasia La Plata  | La Plata           | Provincia de Buenos Aires |
| Huracán            | Parque Patricios   | Ciudad de Buenos Aires    |
| Independiente      | Avellaneda         | Provincia de Buenos Aires |
| Nueva Estrella     | Villa Lugano       | Ciudad de Buenos Aires    |
| Pinocho            | Villa Urquiza      | Ciudad de Buenos Aires    |
| Platense           | Florida            | Provincia de Buenos Aires |
| Racing Club        | Avellaneda         | Provincia de Buenos Aires |
| River Plate        | Belgrano           | Ciudad de Buenos Aires    |
| San Lorenzo        | Boedo              | Ciudad de Buenos Aires    |
| SECLA              | Crucecita          | Provincia de Buenos Aires |

#### Distribución geográfica de los equipos
| Región                                   | Cant. | Equipos                                                                                                 |
| ---------------------------------------- | ----- | --- |
| Ciudad de Buenos Aires                   | 8     | All Boys, Boca Juniors, Ferro Carril Oeste, Huracán, Nueva Estrella, Pinocho, River Plate, San Lorenzo. |
| Conurbano bonaerense                     | 6     | Camioneros, Deportivo Morón, Independiente, Platense, Racing Club, SECLA.                               |
| Interior de la Provincia de Buenos Aires | 1     | Gimnasia La Plata.                                                                                      |

### Historial
| Temporada | Apertura / Inicial    | Clausura / Final   | Anual              |
| 2004      | Boca Juniors          | Boca Juniors       | Boca Juniors       |
| 2005      | San Lorenzo           | San Lorenzo        | San Lorenzo        |
| 2006      | San Lorenzo           | San Lorenzo        | San Lorenzo        |
| 2007      | Banfield              | Banfield           | Banfield           |
| 2008      | San Lorenzo           | San Lorenzo        | San Lorenzo        |
| 2009      | San Lorenzo           | San Lorenzo        | San Lorenzo        |
| 2010      | San Martín de Burzaco | San Lorenzo        |                    |
| 2011      | San Lorenzo           | San Lorenzo        | San Lorenzo        |
| 2012      | San Lorenzo           | Kimberley          | San Lorenzo        |
| 2013      | San Lorenzo           | Kimberley          | Kimberley          |
| 2014      | Kimberley             | Boca Juniors       |                    |
| 2015      | San Lorenzo           | San Lorenzo        | San Lorenzo        |
| 2016      | San Lorenzo           | San Lorenzo        | San Lorenzo        |
| 2017      | Racing Club           | San Lorenzo        | San Lorenzo        |
| 2018      | Kimberley             | Kimberley          | Kimberley          |
| 2019      | Kimberley             | Kimberley          | Kimberley          |
| 2020      | Ferro Carril Oeste    | Ferro Carril Oeste | Ferro Carril Oeste |
| 2021      | San Lorenzo           | San Lorenzo        | San Lorenzo        |
| 2022      | San Lorenzo           | San Lorenzo        | San Lorenzo        |
| 2023      | Racing Club           | Racing Club        | Racing Club        |
| 2024      | All Boys              | All Boys           | All Boys           |

### Títulos por club
| Equipo                | Títulos | Años campeón                                                                                             |
| --------------------- | ------- | --- |
| San Lorenzo           | 21      | 2005-2006-2008-2008-2008-2009-2009-2009-2010-2011-2011-2011-2012-2012-2013-2015-2016-2017-2017-2021-2022 |
| Kimberley             | 6       | 2012-2013-2013-2014-2018-2019                                                                            |
| Boca Juniors          | 2       | 2004-2014                                                                                                |
| Racing Club           | 2       | 2017-2023                                                                                                |
| Banfield              | 1       | 2007 |
| San Martín de Burzaco | 1       | 2010 |
| Ferro Carril Oeste    | 1       | 2020 |
| All Boys              | 1       | 2024 |

## Primera División B
Está compuesta por 16 equipos que se enfrentan entre sí a dos vueltas.

### Forma de disputa
Se disputará por el sistema de todos contra todos, a dos ruedas de partidos, por puntos, local y visitante, conforme al programa de partidos sorteado oportunamente. Ascenderán a la Primera División Femenina el primero de la tabla final de posiciones, y los ganadores de las semifinales de un Torneo “Playoff” por el segundo y tercer ascenso a la Primera División Femenina.  
El campeón de la Primera División B Femenina, clasificará para disputar la Supercopa de Futsal Femenino del año siguiente.
Al finalizar el campeonato descenderán a la Primera División C los dos equipos que obtuvieran la menor cantidad de puntos en la tabla final de posiciones.

### Equipos temporada 2025
| Club                | Barrio / Localidad | Distrito                  |
| ------------------- | ------------------ | ------------------------- |
| 17 de Agosto        | Villa Pueyrredón   | Ciudad de Buenos Aires    |
| Alvear              | Parque Avellaneda  | Ciudad de Buenos Aires    |
| Almafuerte          | Villa Maipú        | Provincia de Buenos Aires |
| Argentinos Juniors  | La Paternal        | Ciudad de Buenos Aires    |
| Arsenal             | Sarandí            | Provincia de Buenos Aires |
| Atlanta             | Villa Crespo       | Ciudad de Buenos Aires    |
| Banfield            | Banfield           | Provincia de Buenos Aires |
| El Ciclón           | Villa Martelli     | Provincia de Buenos Aires |
| Estudiantes         | Caseros            | Provincia de Buenos Aires |
| Glorias de Tigre    | Tigre              | Provincia de Buenos Aires |
| General Lamadrid    | Villa Devoto       | Ciudad de Buenos Aires    |
| Newell's Old Boys   | Rosario            | Provincia de Santa Fe     |
| Orientación Juvenil | Avellaneda         | Provincia de Buenos Aires |
| Pacífico            | Villa del Parque   | Ciudad de Buenos Aires    |
| Unión de Ezpeleta   | Ezpeleta           | Provincia de Buenos Aires |
| Vaporaki            | San Cristóbal      | Ciudad de Buenos Aires    |

#### Distribución geográfica de los equipos
| Región                 | Cant. | Equipos |
| ---------------------- | ----- | --- |
| Ciudad de Buenos Aires | 7     | 17 de Agosto, Alvear, Argentinos Juniors, Atlanta, General Lamadrid, Pacífico, Vaporaki.                         |
| Conurbano bonaerense   | 8     | Almafuerte, Arsenal, Banfield, El Ciclón, Estudiantes, Glorias de Tigre, Orientación Juvenil, Unión de Ezpeleta. |
| Provincia de Santa Fe  | 1     | Newell's Old Boys.                                                                                               |

### Historial
| Temporada | Campeón     | Segundo Ascenso   | Tercer Ascenso  |
| 2021      | Estudiantes | Almafuerte        | -               |
| 2022      | All Boys    | Boca Juniors      | -               |
| 2023      | Pinocho     | Gimnasia La Plata | Huracán         |
| 2024      | Camioneros  | Nueva Estrella    | Deportivo Morón |

### Títulos por club
| Equipo      | Títulos | Años campeón |
| ----------- | ------- | ------------ |
| Estudiantes | 1       | 2021         |
| All Boys    | 1       | 2022         |
| Pinocho     | 1       | 2023         |
| Camioneros  | 1       | 2024         |

## Primera División C
Está compuesta por 16 equipos que se enfrentan entre sí a dos vueltas.

### Forma de disputa
Se disputará por el sistema de todos contra todos, a dos ruedas de partidos, por puntos, local y visitante, conforme al programa de partidos sorteado oportunamente. Ascenderán a la Primera División B Femenina el primero de la tabla final de posiciones, y los ganadores de las Semifinales de un Torneo “Playoff” por el segundo y tercer ascenso a la Primera División B Femenina.  
El campeón de la Primera División C Femenina, clasificará para disputar la Supercopa de Futsal Femenino del año siguiente.
Pierden la categoría los últimos cuatro equipos de la tabla general de posiciones al final del torneo, por ende estos equipos no podrán participar del próximo certamen.

### Equipos temporada 2025
| Club                    | Barrio / Localidad | Distrito                  |
| ----------------------- | ------------------ | ------------------------- |
| Almagro                 | Ciudadela          | Provincia de Buenos Aires |
| Atlético Provincial     | Rosario            | Provincia de Santa Fe     |
| Barracas Central        | Barracas           | Ciudad de Buenos Aires    |
| Centro Asturiano        | Vicente López      | Provincia de Buenos Aires |
| Comunicaciones          | Agronomía          | Ciudad de Buenos Aires    |
| Defensores De Cervantes | Monte Castro       | Ciudad de Buenos Aires    |
| Franja de Oro           | Nueva Pompeya      | Ciudad de Buenos Aires    |
| Ituzaingó               | Ituzaingó          | Provincia de Buenos Aires |
| Juventud                | Tapiales           | Provincia de Buenos Aires |
| La Matanza              | González Catán     | Provincia de Buenos Aires |
| Mavia                   | San Isidro         | Provincia de Buenos Aires |
| Miriñaque               | Nueva Pompeya      | Ciudad de Buenos Aires    |
| Nueva Chicago           | Mataderos          | Ciudad de Buenos Aires    |
| Sacachispas             | Villa Soldati      | Ciudad de Buenos Aires    |
| Unión y Fortaleza       | San Fernando       | Provincia de Buenos Aires |
| Vélez Sarsfield         | Liniers            | Ciudad de Buenos Aires    |

#### Distribución geográfica de los equipos
| Región                 | Cant. | Equipos |
| ---------------------- | ----- | --- |
| Ciudad de Buenos Aires | 8     | Barracas Central, Comunicaciones, Defensores De Cervantes, Franja de Oro, Miriñaque, Nueva Chicago, Sacachispas, Vélez Sarsfield. |
| Conurbano bonaerense   | 7     | Almagro, Centro Asturiano, Ituzaingó, Juventud, La Matanza, Mavia, Unión y Fortaleza.                                             |
| Provincia de Santa Fe  | 1     | Atlético Provincial. |

### Historial
| Temporada | Campeón   | Segundo Ascenso   | Tercer Ascenso |
| 2022      | El Ciclón | 17 de Agosto      | -              |
| 2023      | Banfield  | Newell's Old Boys | -              |
| 2024      | Arsenal   | Atlanta           | Alvear         |

### Títulos por club
| Equipo    | Títulos | Años campeón |
| --------- | ------- | ------------ |
| El Ciclón | 1       | 2022         |
| Banfield  | 1       | 2023         |
| Arsenal   | 1       | 2024         |